# Theodore Dalrymple
Anthony Daniels (Londres, 11 de outubro de 1949) é um médico psiquiatra e escritor britânico, também conhecido pelos pseudônimos Theodore Dalrymple e Edward Theberton, entre outros. Aproveitando a experiência de anos de trabalho em países como o Zimbábue e a Tanzânia, bem como na cidade de Birmingham, na Inglaterra, onde trabalhou como médico em uma prisão, Daniels tem escrito profusamente sobre cultura, arte, política, educação e medicina. Além de seu trabalho em medicina nos países já citados, Anthony Daniels já viajou extensivamente pela África, Leste Europeu, América Latina e outras regiões, descrevendo suas viagens a países comunistas no livro Viagens aos Confins do Comunismo. Dalrymple colabora com veículos como The Times, The Daily Telegraph, The Observer e The Spectator.
Em seus escritos, Daniels argumenta frequentemente que as visões socialmente liberais e progressistas prevalecentes nos círculos intelectuais ocidentais minimizam a responsabilidade dos indivíduos por suas próprias ações e minam os costumes tradicionais, contribuindo para a formação nos países prósperos de uma subclasse afetada por violência endêmica, criminalidade, doenças sexualmente transmissíveis, dependência de bem-estar e abuso de drogas. Grande parte da escrita de Dalrymple é baseada em sua experiência de trabalhar com criminosos e doentes mentais.
Em 2011, Dalrymple recebeu o Prêmio da Liberdade.

## Biografia
O pai de Daniels foi um empresário comunista com ascendência russa, e sua mãe uma alemã de origem judaica refugiada na Inglaterra durante o regime nazista.
Trabalhando como psiquiatra, Daniels morou no Zimbabwe, na Tanzânia, na África do sul e no Kiribati, retornando ao Reino Unido em 1990.
No final dos anos 1980, as viagens de Daniels foram direcionadas a países sob regimes comunistas, tendo ido a Albânia, Coreia do Norte, Romênia, Vietnã e Cuba. Seus relatos se culminaram no livro Viagens aos Confins do Comunismo. Essas viagens exerceram influência significativa em sua futura produção literária, oferecendo perspectivas concretas sobre o impacto dos regimes comunistas na saúde mental da população. Suas críticas ao comunismo se acentuaram desde então.
Em 1991 ele fez uma aparição na televisão na série de TV After Dark, sob o pseudônimo de Theodore Dalrymple, onde conviveu com diversos criminosos da Grã-Bretanha. Quanto à escolha do seu novo nome, Dalrymple sarcasticamente disse que “escolheu o nome que soou adequadamente dispéptico e que retrata um homem de idade avançada, olhando desgostoso da janela o estado de degeneração do mundo contemporâneo”.

## Principais ideias

### Civilização
A civilização, para Dalrymple, não significa necessariamente uma sociedade urbanizada, burocrática. Mas sim um arranjo social que promove excelência intelectual e moral do homem. O contrário de civilização é o barbarismo, abrangendo a tirania, o genocídio, a banalização do mal e o fundamentalismo ideológico-religioso.
Theodore acredita que a civilização abrange um largo espectro de atividades: do homem que varre as ruas até o artista. Esse grande conjunto de atividades cooperativas permite ao homem alcançar uma vida material e mental muito superior àquela de que é natural e individualmente dotado. O autor enxerga a atual desconfiança pelo termo "civilização" como um sinal de decadência cultural.
O estado natural da condição humana é a pobreza, a ignorância e a anarquia. Apenas com muito esforço e pelo auxílio civilizatório (o que compreende uma série de conhecimentos e tradições herdadas), pode o homem alcançar a riqueza, a inteligência e a tranquilidade. Dalrymple também entende que as conquistas civilizatórias não são imutáveis, podendo ser perdidas com o tempo. Além disso, a repressão de certos instintos e apetites  em prol da moderação na conduta humana é condição necessária para a vida em coletividade.
Dessa forma, Theodore Dalrymple critica a ideia marxista de evolução histórica, de que o futuro inevitavelmente levará a uma sociedade melhor. Para isso, o autor utiliza o argumento de que as taxas de crimes na Inglaterra subiram em uma proporção muito maior que a população desse país nos séculos XX e XXI. Apesar dos enormes avanços econômicos e de qualidade de vida, mais crimes são cometidos.

### Falibilidade Humana
Dalrymple entende que o ser humano é um ser falível, em constante esforço para não cair no vício, no egoísmo e na imoralidade. A concepção religiosa de que o homem é uma criatura permeada de pecados e vícios é muito mais precisa do que a concepção utópica de que seja possível tornar o homem perfeito pela técnica ou pelo simples desenrolar da História.

### Podres e Mimados
A partir de sua experiência como médico e de sua clara inclinação conservadora, o médico responsabiliza a noção do “Estado de bem-estar social” pela falta de amadurecimento, cada vez mais generalizada em sua opinião.
De acordo com Dalrymple, a sociedade contemporânea embarcou numa concepção preguiçosa de mundo, em uma dimensão onde as fraquezas individuais são estimuladas e onde a ordem política passou a tratar indivíduo como uma criança. Segundo o autor, há vantagens em ser tratado como criança – como a de não ser responsável pela própria experiência, e achar que a “vida ganha” é um direito.
Segundo seu livro Podres e Mimados, na contemporaneidade há uma dissociação da ideia do direito da ideia do dever, e um culto tóxico do sentimentalismo que traz uma degeneração do ser humano. O culto tóxico do sentimentalismo torna o homem cada vez mais violento e a mulher cada vez mais objetificada, em uma espécie de parceria doentia. Dalrymple exemplifica suas ideias com casos clínicos particulares documentados ao longo de sua vida exercendo a psiquiatria.
Para o britânico, a cultura moderna se alimenta de nossos medos, frustrações e riscos. Riscos estes que nos tornam adultos.

## Obras publicadas

### No Brasil
Vários livros do autor já foram traduzidos para o português:
- "A Vida na Sarjeta - O círculo vicioso da miséria moral" (2014), É Realizações Editora
- "Nossa Cultura... ou o que Restou Dela - 26 ensaios sobre a degradação dos valores" (2015), É Realizações Editora
- "Podres de Mimados - As consequências do sentimentalismo tóxico" (2015), É Realizações Editora
- "Em Defesa do Preconceito - A necessidade de se ter ideias preconcebidas" (2015), É Realizações Editora
- "O Prazer de Pensar" (2016), É Realizações Editora
- "Qualquer Coisa Serve" (2016), É Realizações Editora
- "A Nova Síndrome de Vichy - Por que intelectuais europeus se rendem ao barbarismo" (2016), É Realizações Editora
- "Não com um Estrondo, mas com um Gemido - A política e a cultura do declínio" (2016), É Realizações Editora
- "Viagens aos Confins do Comunismo" (2017), É Realizações Editora
- "Tanto Por Fazer" - romance (2020), É Realizações Editora
- "Evasivas Admiráveis - Como a psicologia subverte a moralidade" (2017), É Realizações Editora
- "A Faca Entrou - Assassinos reais e a nossa cultura" (2018), É Realizações Editora
- "Lixo - Como a sujeira dos outros molda a nossa vida" (2018), É Realizações Editora

Em português também há um comentário à sua obra:
- Maurício G. Righi, "Theodore Dalrymple - A ruína mental dos novos bárbaros" (2015), É Realizações Editora (Biblioteca Crítica Social, coord. Luiz Felipe Pondé)